# 後藤友香里
後藤友香里（日语：／，1988年1月14日—）、日本的歌手、演員、模特、聲優。所屬公司AVEX，為團體AAA的前成員，於日本東京都出身。

## 經歷
後藤友香里5岁开始学习新体操，曾是日本青少年新体操的代表选手之一，获得新体操世界青年大赛第四名。2005年3月参加日本艾回举办的AAA成员追加甄选被选入的团员。曾和浦田一起为Avex的舞蹈练习生。
2007年5月14日由于机能性的不正当出血（一种出血性疾病）病倒。为了专心治疗，在2007年5月15日演出AAA所主演的舞台剧《超级战斗美味学院番外篇·delicious5·历史上最强的敌人》后退下，6月11日宣布从AAA正式脱退。
2007年8月16日，开通了新的博客向FANS报告近况，并在受欢迎的博客排序中上位。现为ニチエンプロダクション公司所属。

## 演出作品

### 電視動畫
2006年
- Lemon Angel Project（川辺ユキ）

2013年
- 探險托里蘭托 -1000年的真寶-（水晶聖女葛摩絲、香蕉）

2014年
- ONE PIECE（客人們、觀眾、年輕女人、女、取り巻き女）
- 卡片鬥爭!! 先導者G（片桐、電視角色（女性）、朋友、女孩（觀眾）、女性、小孩、小学生2、人員、女性ファイターD、母、男孩A、MC女性、アナウンス、女孩1、旅館員工、少年2、たちかぜクランリーダー、ファイターA）

2015年
- 俺物語！！（店員A）
- 新我們這一家（女高中生C、服務員1）

2016年
- 新我們這一家（女子A、辣妹A）
- 旅街晚間秀（日语：旅街レイトショー） 第二夜「半導體智能手機」（小泉）[1]

### 動畫電影
2016年
- 蠟筆小新：爆睡！夢世界大作戰（園兒C）
- 喜歡上你的那瞬間。～告白實行委員會～

### 写真集
- 2011年2月17日 Go To

## 註解
1. ↑  . Animate TV. 2016年1月7日  [2016年1月16日]. （原始内容存档于2016年1月11日） （日语）.

## 外部連結
- https://web.archive.org/web/20120717082646/http://blog.livedoor.jp/yukari0114/
- http://twitter.com/yukari0114 （页面存档备份，存于）
- http://com.nicovideo.jp/community/co302333 （页面存档备份，存于）